# Markaz al Maḩallah al Kubrá
Markaz al Maḩallah al Kubrá (arabiska: مركز المحلة الكبرى) är en region i Egypten.   Den ligger i guvernementet Al-Gharbiyya, i den norra delen av landet, 110 km norr om huvudstaden Kairo.